# St. Catharines Falcons
St. Catharines Falcons byl kanadský juniorský klub ledního hokeje, který sídlil v St. Catharines v provincii Ontario. V letech 1943–1947 působil v juniorské soutěži Ontario Hockey Association (později Ontario Hockey League). Zanikl v roce 1947 po přetvoření franšízy v nový tým St. Catharines Teepees. Své domácí zápasy odehrával v hale Gatorade Garden City Complex s kapacitou 3 145 diváků.
Nejznámější hráči, kteří prošli týmem, byli např.: Armand Delmonte, Val Delory, Bing Juckes, Doug McMurdy nebo Nick Mickoski.

## Přehled ligové účasti
Zdroj: 
- 1943–1944: Ontario Hockey Association (Skupina 2)
- 1944–1947: Ontario Hockey Association